# Alinhamento da Vilarinha
O Alinhamento da Vilarinha é um conjunto de quatro menires, situados na freguesia de São Bartolomeu de Messines, no concelho de Silves, na região do Algarve, em Portugal.

## História e descrição
Este monumento consiste em quatro menires colocados no cimo de pequenas colinas formando uma escada, parte do cerro da Vilarinha, a Sul do cerro de Monterrosso e a poente do cerro da Gralheira, nas imediações da aldeia de Amorosa. Foram colocados de forma a criar uma linha no sentido de Nordeste para Sudeste, numa organização que sugere uma função social ou religiosa. Esta disposição é considerada rara, sendo provavelmente o único exemplar no contexto do Barlavento Algarvio. Foram esculpidos em arenito vermelho, conhecido como Grés de Silves, tendo-se registado a presença de afloramentos deste material a curta distância, que poderão ter sido a origem dos menires.
Este conjunto está integrado no Circuito Arqueológico da Vilarinha, que também inclui as necrópoles da Pedreirinha, da Forneca e da Carrasqueira. Nas imediações situa-se um outro menir, conhecido como Vale Fuzeiros ou Horta de Baixo, que não faz parte do Alinhamento da Vilarinha, mas que apresenta algumas semelhanças com estes menires, em termos de morfologia e de decoração.
Os menires do Alinhamento da Vilarinha foram provavelmente erguidos pelos primeiros habitantes da região, num período entre 5500 a 3000 anos a.C.. O Menir 2 foi descoberto em 1988, numa posição tombada. Foi depois alvo de trabalhos arqueológicos por Mário Varela Gomes, tendo-se notado a ausência de estruturas de suporte no local, pelo que teria saído da sua posição original, no topo de uma colina próxima. Em 1994 foram encontrados os Menires 1 e 3, ambos a cerca de 250 m de distância do segundo monumento, ambos fora da sua situação original.

### Menir 1
Este menir apresenta uma forma subcilíndrica, e tem cerca de 2,10 m de altura por 0,74 m e 0,70 m de espessura, seguindo dois eixos ortogonais. Está situado a cerca de 178 m de altitude. Apresenta uma decoração diversificada, com círculos, linhas, serpentiformes, covinhas, e um disco. O menir em si terá sido produzido entre 5500 a 3000 a.C., tendo o investigador Mário Varela Gomes avançado a teoria que os elementos decorativos terão sido feitos em períodos diferentes, entre a segunda metade do IV milénio e o II milénio a.C., durante a Idade do Bronze. Foi classificado como Monumento de Interesse Municipal em 15 de Junho de 2016.

### Menir 2
O segundo menir está situado a cerca de meio quilómetro de distância do anterior, no sentido poente, e a 148 m de altitude. tem morfologia ovóide achatada, com 1,76 m de altura e 0,70 e 0,52 m de espessura, de acordo com os dois eixos ortogonais. Ostenta vários elementos decorativos, que incluem grandes ofídeos com cabeças ovais, e linhas onduladas, formando cinco ou seis curvas largas perto dos bordos. Foi provavelmente erguido entre a segunda metade do sexto milénio e a primeira metade do quinto milénio a.C.. Está igualmente classificado como Monumento de Interesse Municipal, por um edital da Câmara Municipal de Silves de 4 de Julho de 2016.

### Menir 3
O terceiro monumento é de forma ovóide, que originalmente era mais alongada, mas devido aos efeitos do clima perdeu cerca de um terço do seu volume. Tem 2,47 m de altura, 0,95 m no ponto mais largo e 0,51 m de espessura, e situa-se a cerca de 120 m de altitude. Destaca-se em relação aos outros menires devido à complexidade da sua decoração, com vinte e dois elementos, como cordões serpentiformes, covinhas, báculos, machados, armas de arremesso e linhas. Segundo Mário Varela Gomes, a decoração também terá sido elaborada em fases distintas, desde o Neolítico Antigo ao Calcolítico. Destacam-se também alguns vestígios de trabalhos de bojardagem e polimento.

### Menir 5
O quarto menir no Alinhamento é conhecido como Vilarinha 5, e tem uma forma ovóide com secção oval, não possuindo quaisquer elementos decorativos. Também foi descoberto durante as investigações de Mário Varela Gomes, estando essa altura tombado e fragmentado.